# Elatostema albovillosum
Elatostema albovillosum är en nässelväxtart som beskrevs av Wen Tsai Wang. Elatostema albovillosum ingår i släktet Elatostema och familjen nässelväxter. Inga underarter finns listade i Catalogue of Life.